# Список банков, лишённых лицензии в 2000 году (Россия)

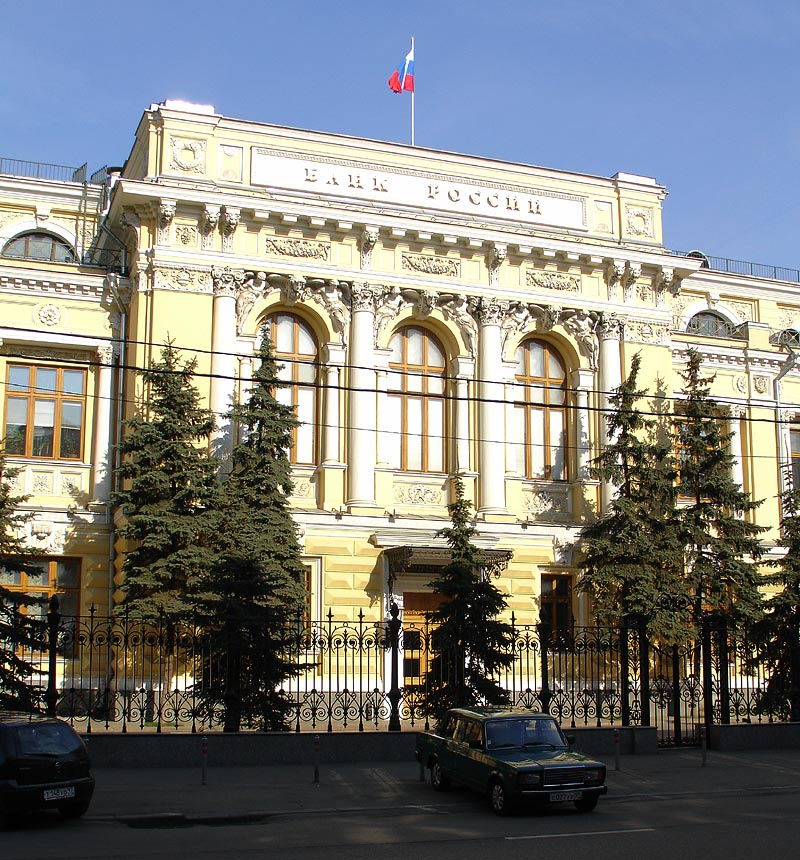
Здание Центрального Банка России на Неглинной

В список включены все кредитные организации России, у которых в 2000 году была отозвана или аннулирована лицензия на осуществление банковской деятельности.
В 2000 году Центральным Банком России были отозваны 34 лицензии у кредитных организаций, также у 11 кредитных организаций лицензии были аннулированы. Больше всего кредитных организаций лишились лицензий в августе, в этом месяце были отозваны лицензии у 7 организаций. Меньше всего в июне и июле — в эти месяцы было отозвано по одной лицензии.
Основной причиной для отзыва лицензий у банков в 2000 году стало нарушение банковского законодательства. Кроме того, среди наиболее распространённых причин отзыва лицензии можно отметить проблемы с отчётностью и неспособность удовлетворить требования кредиторов.

## Легенда
Список разбит на четыре раздела по кварталам 2000 года. Внутри разделов организации отсортированы по месяцам, внутри месяца по датам закрытия, внутри одной даты по номеру документа об отзыве или аннулировании лицензии.
| Таблица: - Дата — дата отзыва/аннулирования лицензии. - Приказ — номер приказа или иного документа об отзыве/аннулировании лицензии. - Регион — населённый пункт или регион регистрации банка. - Причина — основные причины отзыва или аннулирования лицензии организации. Выделение строк: - — выделение светло-зелёным цветом означает, что лицензия организации была аннулирована. - — выделение светло-жёлтым цветом означает, что лицензия организации была отозвана. | Сокращения: - АБ — акционерный банк. - АКБ — акционерный коммерческий банк. - АО — акционерное общество. - ЗАО — закрытое акционерное общество. - КАБ — коммерческий акционерный банк. - КБ — коммерческий банк. - н/д — нет данных. - НКО — небанковская кредитная организация. - ОАО — открытое акционерное общество. - ООО — общество с ограниченной ответственностью. - ТОО — товарищество с ограниченной ответственностью. |

## 1 квартал
В разделе приведены все кредитные организации, у которых в 1-м квартале 2000 года была отозвана или аннулирована лицензия.
| Наименование                                                   | Основ. | Лиц. | Дата       | Приказ | Регион        | Причина | Прим.         |
| -------------------------------------------------------------- | ------ | ---- | ---------- | ------ | ------------- | --- | ------------- |
| Январь                                                         |        |      |            |        |               | |               |
| КБ «Лесосибирский»                                             | 1990   | 1246 | 14.01.2000 | ОД-8   | Лесосибирск   | Присоединён к Акционерному инвестиционному коммерческому банку «Енисейский объединенный банк». | [ 3 ] [ 4 ]   |
| ООО КБ «Объединенный Банк Регионов» («ОБР»)                    | 1995   | 3198 | 14.01.2000 | ОД-9   | Москва        | Присоединён к Мирнинскому коммерческому банку «Мак-Банк». | [ 5 ] [ 6 ]   |
| ЗАО «Вытегорский коммерческий банк» («Вытегорский комбанк»)    | 1990   | 883  | 14.01.2000 | ОД-10  | Вытегра       | Присоединены к ОАО «Коммерческий банк развития газовой промышленности Севера „Севергазбанк“». | [ 7 ] [ 8 ]   |
| ООО КБ «Устюг-Банк»                                            | 1990   | 745  | 14.01.2000 | ОД-10  | Великий Устюг | Присоединены к ОАО «Коммерческий банк развития газовой промышленности Севера „Севергазбанк“». | [ 9 ] [ 10 ]  |
| ЗАО АКБ «Магистраль»                                           | 1993   | 2429 | 14.01.2000 | ОД-10  | Ухта          | Присоединены к ОАО «Коммерческий банк развития газовой промышленности Севера „Севергазбанк“». | [ 11 ] [ 12 ] |
| Февраль                                                        |        |      |            |        |               | |               |
| КБ «Финвестбанк»                                               | 1991   | 1516 | 16.02.2000 | ОД-45  | Москва        | Неисполнение федеральных законов, регулирующих банковскую деятельность. Неисполнение нормативных актов Банка России. Задержка предоставления отчётности. Неспособность удовлетворить требования кредиторов по денежным обязательствам и исполнить обязанность по уплате обязательных платежей.      | [ 13 ] [ 14 ] |
| ТОО КБ «Александрия»                                           | 1994   | 3132 | 16.02.2000 | ОД-46  | Москва        | Неисполнение федеральных законов, регулирующих банковскую деятельность. Неисполнение нормативных актов Банка России. Задержка предоставления отчётности. Неспособность удовлетворить требования кредиторов по денежным обязательствам и исполнить обязанность по уплате обязательных платежей.      | [ 15 ] [ 16 ] |
| ОАО АКБ «МАПО-Банк»                                            | 1993   | 2292 | 16.02.2000 | ОД-47  | Москва        | Неисполнение федеральных законов, регулирующих банковскую деятельность. Неисполнение нормативных актов Банка России. Неспособность удовлетворить требования кредиторов по денежным обязательствам и исполнить обязанность по уплате обязательных платежей.                                          | [ 17 ] [ 18 ] |
| ТОО КБ «Академстройбанк»                                       | 1994   | 3147 | 23.02.2000 | ОД-60  | Москва        | Неисполнение федеральных законов, регулирующих банковскую деятельность. Неисполнение нормативных актов Банка России. Задержка предоставления отчётности. Неспособность удовлетворить требования кредиторов по денежным обязательствам и исполнить обязанность по уплате обязательных платежей.      | [ 19 ] [ 20 ] |
| Март                                                           |        |      |            |        |               | |               |
| АКБ «Энергоинвестбанк»                                         | 1990   | 736  | 23.03.2000 | ОД-81  | Брянск        | Присоединён к Коммерческому банку газовой промышленности «Газпромбанк». | [ 21 ] [ 22 ] |
| ООО КБ Московский банк развития науки и технологии «Технобанк» | 1991   | 274  | 25.03.2000 | ОД-82  | Москва        | Неисполнение федеральных законов, регулирующих банковскую деятельность. Неисполнение нормативных актов Банка России. Задержка предоставления отчётности. Неспособность удовлетворить требования кредиторов по денежным обязательствам и исполнить обязанность по уплате обязательных платежей.      | [ 23 ] [ 24 ] |
| ТОО КБ «Интерглоб»                                             | 1994   | 2692 | 25.03.2000 | ОД-83  | Москва        | Неисполнение федеральных законов, регулирующих банковскую деятельность. Неисполнение нормативных актов Банка России. Задержка предоставления отчётности. Неспособность удовлетворить требования кредиторов по денежным обязательствам и исполнить обязанность по уплате обязательных платежей.      | [ 25 ] [ 26 ] |
| ООО КБ «Машбанк»                                               | 1992   | 215  | 25.03.2000 | ОД-84  | Москва        | Неисполнение федеральных законов, регулирующих банковскую деятельность. Неисполнение нормативных актов Банка России. Существенная недостоверность отчётности. Неспособность удовлетворить требования кредиторов по денежным обязательствам и исполнить обязанность по уплате обязательных платежей. | [ 27 ] [ 28 ] |
| ОАО АКБ «Кредитресурс»                                         | 1994   | 2777 | 25.03.2000 | ОД-85  | Москва        | Неисполнение федеральных законов, регулирующих банковскую деятельность. Неисполнение нормативных актов Банка России. Задержка предоставления отчётности. Неспособность удовлетворить требования кредиторов по денежным обязательствам и исполнить обязанность по уплате обязательных платежей.      | [ 29 ] [ 30 ] |
| ООО КБ «Почта-Банк»                                            | 1993   | 2549 | 25.03.2000 | ОД-86  | Москва        | Неисполнение федеральных законов, регулирующих банковскую деятельность. Неисполнение нормативных актов Банка России. Задержка предоставления отчётности. Неспособность удовлетворить требования кредиторов по денежным обязательствам и исполнить обязанность по уплате обязательных платежей.      | [ 31 ] [ 32 ] |

## 2 квартал
В разделе приведены все кредитные организации, у которых во 2-м квартале 2000 года была отозвана или аннулирована лицензия.
| Наименование | Основ. | Лиц. | Дата       | Приказ | Регион      | Причина | Прим.         |
| --- | ------ | ---- | ---------- | ------ | ----------- | --- | ------------- |
| Апрель |        |      |            |        |             | |               |
| ООО «Альфа-Банк-Новосибирск»                                                                                     | 1994   | 2739 | 06.04.2000 | ОД-122 | Новосибирск | Присоединён к ОАО «Альфа-Банк». | [ 33 ] [ 34 ] |
| ЗАО АКБ «Никольский»                                                                                             | 1993   | 2444 | 28.04.2000 | ОД-149 | Москва      | Неисполнение федеральных законов, регулирующих банковскую деятельность. Неисполнение нормативных актов Банка России. Задержка предоставления отчётности. Неспособность удовлетворить требования кредиторов по денежным обязательствам и исполнить обязанность по уплате обязательных платежей. | [ 35 ] [ 36 ] |
| ЗАО АКБ «Земский Земельный Банк»                                                                                 | 1994   | 3081 | 28.04.2000 | ОД-150 | Москва      | Неисполнение федеральных законов, регулирующих банковскую деятельность. Неисполнение нормативных актов Банка России. Задержка предоставления отчётности. Неспособность удовлетворить требования кредиторов по денежным обязательствам и исполнить обязанность по уплате обязательных платежей. | [ 37 ] [ 38 ] |
| ЗАО АКБ «Московский Международный Торговый Банк» («ММТБ»)                                                        | 1991   | 1584 | 28.04.2000 | ОД-151 | Москва      | Неисполнение федеральных законов, регулирующих банковскую деятельность. Неисполнение нормативных актов Банка России. Задержка предоставления отчётности. Неспособность удовлетворить требования кредиторов по денежным обязательствам и исполнить обязанность по уплате обязательных платежей. | [ 39 ] [ 40 ] |
| ТОО Республиканский объединенный коммерческий банк содействия экспортной торговле и инвестициям «Росэкспортбанк» | 1993   | 2434 | 28.04.2000 | ОД-152 | Москва      | Неисполнение федеральных законов, регулирующих банковскую деятельность. Неисполнение нормативных актов Банка России. Задержка предоставления отчётности. Неспособность удовлетворить требования кредиторов по денежным обязательствам и исполнить обязанность по уплате обязательных платежей. | [ 41 ] [ 42 ] |
| Май |        |      |            |        |             | |               |
| ОАО «Российский Банк Реконструкции и Развития» («РБРР»)                                                          | 1993   | 2485 | 05.05.2000 | ОД-154 | Москва      | Неисполнение федеральных законов, регулирующих банковскую деятельность. Неисполнение нормативных актов Банка России. Неспособность удовлетворить требования кредиторов по денежным обязательствам.                                                                                             | [ 43 ] [ 44 ] |
| ООО КБ «Интеркамабанк»                                                                                           | 1991   | 1599 | 23.05.2000 | ОД-171 | Нижнекамск  | Присоединён к АКБ «Ак Барс». | [ 45 ] [ 46 ] |
| Июнь |        |      |            |        |             | |               |
| ОАО «Акционерный Банк Малого Бизнеса» («БМБ»)                                                                    | 1992   | 1871 | 06.06.2000 | н/д    | Москва      | Неисполнение федеральных законов, регулирующих банковскую деятельность. Неисполнение нормативных актов Банка России. Неспособность удовлетворить требования кредиторов по денежным обязательствам и исполнить обязанность по уплате обязательных платежей.                                     | [ 47 ] [ 48 ] |

## 3 квартал
В разделе приведены все кредитные организации, у которых в 3-м квартале 2000 года была отозвана лицензия.
| Наименование                                                           | Основ. | Лиц.   | Дата       | Приказ | Регион | Причина | Прим.         |
| ---------------------------------------------------------------------- | ------ | ------ | ---------- | ------ | ------ | --- | ------------- |
| Июль                                                                   |        |        |            |        |        | |               |
| ООО КБ «Актив»                                                         | 1992   | 109    | 14.07.2000 | ОД-253 | Москва | Неисполнение федеральных законов, регулирующих банковскую деятельность. Неисполнение нормативных актов Банка России. Неспособность удовлетворить требования кредиторов по денежным обязательствам и исполнить обязанность по уплате обязательных платежей.                                          | [ 49 ] [ 50 ] |
| Август                                                                 |        |        |            |        |        | |               |
| АКБ «Лач»                                                              | 1993   | 2350   | 30.08.2000 | ОД-318 | Москва | Неисполнение федеральных законов, регулирующих банковскую деятельность. Неисполнение нормативных актов Банка России. Неудовлетворительное финансовое положение, угрожающее интересам кредиторов и вкладчиков. Неисполнение предписаний Банка России.                                                | [ 51 ] [ 52 ] |
| ОАО АКБ «Нефтяной Капитал»                                             | 1993   | 2520   | 31.08.2000 | ОД-297 | Москва | Неисполнение федеральных законов, регулирующих банковскую деятельность. Неисполнение нормативных актов Банка России. Задержка предоставления отчётности. Неспособность удовлетворить требования кредиторов по денежным обязательствам и исполнить обязанность по уплате обязательных платежей.      | [ 53 ] [ 54 ] |
| ООО КБ «Прометей»                                                      | 1994   | 2703   | 31.08.2000 | ОД-298 | Москва | Неисполнение федеральных законов, регулирующих банковскую деятельность. Неисполнение нормативных актов Банка России. Неспособность удовлетворить требования кредиторов по денежным обязательствам и исполнить обязанность по уплате обязательных платежей.                                          | [ 55 ] [ 56 ] |
| Коммерческий банк жилищно-гражданского строительства «Росремстройбанк» | 1991   | 136    | 31.08.2000 | ОД-299 | Москва | Неисполнение федеральных законов, регулирующих банковскую деятельность. Неисполнение нормативных актов Банка России. Неспособность удовлетворить требования кредиторов по денежным обязательствам и исполнить обязанность по уплате обязательных платежей.                                          | [ 57 ] [ 58 ] |
| ЗАО «Частный Банк»                                                     | 1992   | 2036   | 31.08.2000 | ОД-300 | Москва | Неисполнение федеральных законов, регулирующих банковскую деятельность. Неисполнение нормативных актов Банка России. Задержка предоставления отчётности. Неспособность удовлетворить требования кредиторов по денежным обязательствам и исполнить обязанность по уплате обязательных платежей.      | [ 59 ] [ 60 ] |
| ООО КБ «Чувашский Народный Банк» («ЧНБ»)                               | 1994   | 2674   | 31.08.2000 | ОД-301 | Москва | Неисполнение федеральных законов, регулирующих банковскую деятельность. Неисполнение нормативных актов Банка России. Существенная недостоверность отчётности. Неспособность удовлетворить требования кредиторов по денежным обязательствам и исполнить обязанность по уплате обязательных платежей. | [ 61 ] [ 62 ] |
| ОАО АКБ «Электробанк»                                                  | 1990   | 1070   | 31.08.2000 | ОД-302 | Москва | Неисполнение федеральных законов, регулирующих банковскую деятельность. Неисполнение нормативных актов Банка России. Неспособность удовлетворить требования кредиторов по денежным обязательствам и исполнить обязанность по уплате обязательных платежей.                                          | [ 63 ] [ 64 ] |
| Сентябрь                                                               |        |        |            |        |        | |               |
| ТОО КБ «Грантбанк»                                                     | 1993   | 2556   | 08.09.2000 | ОД-346 | Москва | Неисполнение федеральных законов, регулирующих банковскую деятельность. Неисполнение нормативных актов Банка России. Задержка предоставления отчётности. Неспособность удовлетворить требования кредиторов по денежным обязательствам и исполнить обязанность по уплате обязательных платежей.      | [ 65 ] [ 66 ] |
| ООО КБ «Коми Экспортно-Импортный Банк Развития» («Коми Эксимбанк»)     | 1992   | 340    | 08.09.2000 | ОД-347 | Москва | Неисполнение федеральных законов, регулирующих банковскую деятельность. Неисполнение нормативных актов Банка России. Существенная недостоверность отчётности. Неспособность удовлетворить требования кредиторов по денежным обязательствам и исполнить обязанность по уплате обязательных платежей. | [ 67 ] [ 68 ] |
| ООО НКО «Сберинвест»                                                   | 1994   | 3067-К | 08.09.2000 | ОД-348 | Москва | Неисполнение федеральных законов, регулирующих банковскую деятельность. Неисполнение нормативных актов Банка России. Неоднократное применение мер в порядке надзора. | [ 69 ] [ 70 ] |
| ОАО АБ «ЭксНет»                                                        | 1992   | 1886   | 08.09.2000 | ОД-349 | Москва | Неисполнение федеральных законов, регулирующих банковскую деятельность. Неисполнение нормативных актов Банка России. Неспособность удовлетворить требования кредиторов по денежным обязательствам и исполнить обязанность по уплате обязательных платежей.                                          | [ 71 ] [ 72 ] |

## 4 квартал
В разделе приведены все кредитные организации, у которых во 4-м квартале 2000 года была отозвана или аннулирована лицензия.
| Наименование | Основ. | Лиц. | Дата       | Приказ | Регион   | Причина | Прим.         |
| --- | ------ | ---- | ---------- | ------ | -------- | --- | ------------- |
| Октябрь |        |      |            |        |          | |               |
| ОАО АКБ «Кузбасспромбанк»                                                                                           | 1990   | 1007 | 19.10.2000 | ОД-423 | Кемерово | Неисполнение федеральных законов, регулирующих банковскую деятельность. Неисполнение нормативных актов Банка России. Неспособность удовлетворить требования кредиторов по денежным обязательствам и исполнить обязанность по уплате обязательных платежей.                                          | [ 73 ] [ 74 ] |
| ТОО КБ «Фламинго-Банк»                                                                                              | 1994   | 3109 | 19.10.2000 | ОД-424 | Москва   | Неисполнение федеральных законов, регулирующих банковскую деятельность. Неисполнение нормативных актов Банка России. Неспособность удовлетворить требования кредиторов по денежным обязательствам и исполнить обязанность по уплате обязательных платежей.                                          | [ 75 ] [ 76 ] |
| Ноябрь |        |      |            |        |          | |               |
| ОАО Акционерный Банк Развития Торговли «Золотой Век»                                                                | 1993   | 2329 | 21.11.2000 | ОД-507 | Москва   | Неисполнение федеральных законов, регулирующих банковскую деятельность. Неисполнение нормативных актов Банка России. Неспособность удовлетворить требования кредиторов по денежным обязательствам и исполнить обязанность по уплате обязательных платежей.                                          | [ 77 ] [ 78 ] |
| ОАО АКБ «Межрегиональный Банк Развития» («МБР»)                                                                     | 1994   | 3152 | 21.11.2000 | ОД-508 | Москва   | Неисполнение федеральных законов, регулирующих банковскую деятельность. Неисполнение нормативных актов Банка России. Существенная недостоверность и задержка предоставления отчётности. Неспособность удовлетворить требования кредиторов по денежным обязательствам.                               | [ 79 ] [ 80 ] |
| ОАО «Объединённый экспортно-импортный банк» («ОНЭКСИМ Банк»)                                                        | 1993   | 2301 | 21.11.2000 | ОД-546 | Москва   | Присоединён к АКБ «Росбанк». | [ 81 ] [ 82 ] |
| Декабрь |        |      |            |        |          | |               |
| ОАО КАБ «Кузбассоцбанк»                                                                                             | 1990   | 559  | 08.12.2000 | ОД-603 | Кемерово | Неисполнение федеральных законов, регулирующих банковскую деятельность. Неисполнение нормативных актов Банка России. Существенная недостоверность отчётности. Неспособность удовлетворить требования кредиторов по денежным обязательствам и исполнить обязанность по уплате обязательных платежей. | [ 83 ] [ 84 ] |
| Московский городской коммерческий банк промышленности строительных материалов (Московский Банк Промстройматериалов) | 1992   | 133  | 08.12.2000 | ОД-604 | Москва   | Неисполнение федеральных законов, регулирующих банковскую деятельность. Неисполнение нормативных актов Банка России. Существенная недостоверность отчётности. | [ 85 ] [ 86 ] |
| ТОО Коммерческий банк социального развития «Якутия»                                                                 | 1990   | 451  | 08.12.2000 | ОД-605 | Якутск   | Неисполнение федеральных законов, регулирующих банковскую деятельность. Неисполнение нормативных актов Банка России. Неспособность удовлетворить требования кредиторов по денежным обязательствам.                                                                                                  | [ 87 ] [ 88 ] |
| ООО КБ «Лигатура»                                                                                                   | 1995   | 3274 | 20.12.2000 | ОД-639 | Самара   | Присоединён к ЗАО АКБ «Волгоинвестбанк». | [ 89 ] [ 90 ] |
| ОАО АБ «Кемерово»                                                                                                   | 1994   | 3134 | 20.12.2000 | ОД-640 | Кемерово | Присоединён к ОАО АКБ «Кузбассугольбанк». | [ 91 ] [ 92 ] |

## Статистика

### Закрытие по месяцам
| Закрытие по месяцам | Закрытие по месяцам | Закрытие по месяцам | Закрытие по месяцам | Закрытие по месяцам |
| Месяц               |                     |                     |                     | Количество          |
| ------------------- | ------------------- | ------------------- | ------------------- | ------------------- |
| Январь              |                     |                     | 5                   |                     |
| Февраль             |                     |                     | 4                   |                     |
| Март                |                     |                     | 6                   |                     |
| Апрель              |                     |                     | 5                   |                     |
| Май                 |                     |                     | 2                   |                     |
| Июнь                |                     |                     | 1                   |                     |
| Июль                |                     |                     | 1                   |                     |
| Август              |                     |                     | 7                   |                     |
| Сентябрь            |                     |                     | 4                   |                     |
| Октябрь             |                     |                     | 2                   |                     |
| Ноябрь              |                     |                     | 3                   |                     |
| Декабрь             |                     |                     | 5                   |                     |

### Комментарии
1. ↑  По инициативе Банка России, согласно требований статьи 20 Федерального закона «О банках и банковской деятельности».
2. ↑  По инициативе собственников компании или в порядке её реорганизации.
3. ↑  В ряде источников указана другая дата ликвидации банка — 21 октября 2003 года, однако сведения о деятельности организации после 16 февраля 2000 года отсутствуют.
4. ↑  В ряде источников указана другая дата ликвидации банка — 28 мая 2002 года, однако сведения о деятельности организации после 16 февраля 2000 года отсутствуют.
5. ↑  В ряде источников указана другая дата ликвидации банка — 22 сентября 2003 года, однако сведения о деятельности организации после 16 февраля 2000 года отсутствуют.
6. ↑  В ряде источников указана другая дата ликвидации банка — 30 декабря 2002 года, однако сведения о деятельности организации после 23 февраля 2000 года отсутствуют.
7. ↑  В ряде источников указана другая дата ликвидации банка — 10 апреля 2003 года, однако сведения о деятельности организации после 25 марта 2000 года отсутствуют.
8. ↑  В ряде источников указана другая дата ликвидации банка — 25 июля 2003 года, однако сведения о деятельности организации после 25 марта 2000 года отсутствуют.
9. ↑  Полное наименование: «Инновационный банк кредитования развития производства и поставок продукции оборонной (машиностроительной) промышленности».
10. ↑  В ряде источников указана другая дата ликвидации банка — 18 сентября 2003 года, однако сведения о деятельности организации после 25 марта 2000 года отсутствуют.
11. ↑  В ряде источников указана другая дата ликвидации банка — 30 декабря 2002 года, однако сведения о деятельности организации после 25 марта 2000 года отсутствуют.
12. ↑  В ряде источников указана другая дата ликвидации банка — 31 декабря 2002 года, однако сведения о деятельности организации после 25 марта 2000 года отсутствуют.
13. ↑  В ряде источников указана другая дата ликвидации банка — 31 декабря 2002 года, однако сведения о деятельности организации после 28 апреля 2000 года отсутствуют.
14. ↑  В ряде источников указана другая дата ликвидации банка — 24 июля 2003 года, однако сведения о деятельности организации после 28 апреля 2000 года отсутствуют.
15. ↑  В ряде источников указана другая дата ликвидации банка — 28 января 2004 года, однако сведения о деятельности организации после 28 апреля 2000 года отсутствуют.
16. ↑  В ряде источников указана другая дата ликвидации банка — 16 июля 2003 года, однако сведения о деятельности организации после 28 апреля 2000 года отсутствуют.
17. ↑  В ряде источников указана другая дата ликвидации банка — 31 декабря 2002 года, однако сведения о деятельности организации после 5 мая 2000 года отсутствуют.
18. ↑  В ряде источников указана другая дата ликвидации банка — 19 сентября 2003 года, однако сведения о деятельности организации после 6 июня 2000 года отсутствуют.
19. ↑  В ряде источников указана другая дата ликвидации банка — 25 августа 2007 года, однако сведения о деятельности организации после 14 июля 2000 года отсутствуют.
20. ↑  В ряде источников указана другая дата ликвидации банка — 25 июля 2003 года, однако сведения о деятельности организации после 31 августа 2000 года отсутствуют.
21. ↑  В ряде источников указана другая дата ликвидации банка — 30 декабря 2002 года, однако сведения о деятельности организации после 31 августа 2000 года отсутствуют.
22. ↑  В ряде источников указана другая дата ликвидации банка — 28 января 2004 года, однако сведения о деятельности организации после 31 августа 2000 года отсутствуют.
23. ↑  В ряде источников указана другая дата ликвидации банка — 4 сентября 2002 года, однако сведения о деятельности организации после 31 августа 2000 года отсутствуют.
24. ↑  В ряде источников указана другая дата ликвидации банка — 20 июля 2005 года, однако сведения о деятельности организации после 31 августа 2000 года отсутствуют.
25. ↑  В ряде источников указана другая дата ликвидации банка — 8 сентября 2004 года, однако сведения о деятельности организации после 8 сентября 2000 года отсутствуют.
26. ↑  В ряде источников указана другая дата ликвидации банка — 26 июля 2003 года, однако сведения о деятельности организации после 8 сентября 2000 года отсутствуют.
27. ↑  В ряде источников указана другая дата ликвидации банка — 28 июля 2003 года, однако сведения о деятельности организации после 8 сентября 2000 года отсутствуют.
28. ↑  В ряде источников указана другая дата ликвидации банка — 25 марта 2003 года, однако сведения о деятельности организации после 8 сентября 2000 года отсутствуют.
29. ↑  В ряде источников указана другая дата ликвидации банка — 12 ноября 2002 года, однако сведения о деятельности организации после 19 октября 2000 года отсутствуют.
30. ↑  В ряде источников указана другая дата ликвидации банка — 26 июля 2005 года, однако сведения о деятельности организации после 19 октября 2000 года отсутствуют.
31. ↑  В ряде источников указана другая дата ликвидации банка — 15 января 2010 года, однако сведения о деятельности организации после 21 ноября 2000 года отсутствуют.
32. ↑  В ряде источников указана другая дата ликвидации банка — 18 августа 2005 года, однако сведения о деятельности организации после 21 ноября 2000 года отсутствуют.
33. ↑  В ряде источников указана другая дата ликвидации банка — 25 марта 2003 года, однако сведения о деятельности организации после 8 декабря 2000 года отсутствуют.
34. ↑  В ряде источников указана другая дата ликвидации банка — 13 января 2004 года, однако сведения о деятельности организации после 8 декабря 2000 года отсутствуют.
35. ↑  В ряде источников указана другая дата ликвидации банка — 12 февраля 2003 года, однако сведения о деятельности организации после 8 декабря 2000 года отсутствуют.